# James Brolin

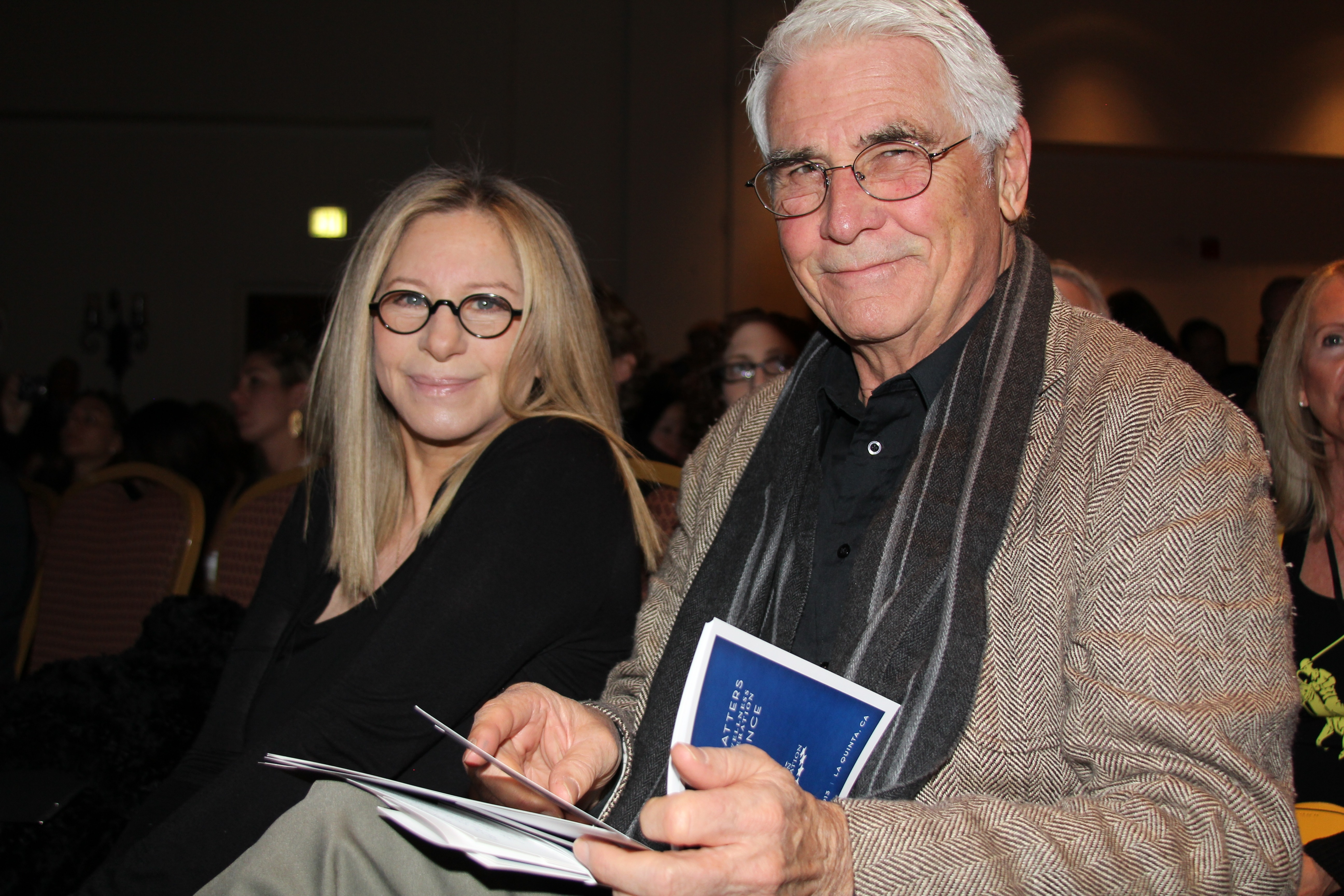
Barbra Streisand e James Brolin

Craig Kenneth Bruderlin (Los Angeles, 18 de julho de 1940), conhecido profissionalmente como James Brolin, é um ator americano, premiado com o Globo de Ouro e com o Emmy. Em 1 de julho de 1998, casou-se com Barbra Streisand.
É pai do também ator Josh Brolin.

## Filmografia
- 1963: Take Her, She's Mine
- 1965: Dear Brigitte
- 1965: Von Ryan's Express
- 1966: Fantastic Voyage
- 1967: The Cape Town Affair
- 1972: Skyjacked
- 1973: Westworld
- 1976: Gable and Lombard
- 1977: The Car
- 1978: Capricorn One
- 1979: The Amityville Horror
- 1980: Night of the Juggler
- 1981: High Risk
- 1985: Pee-wee's Big Adventure
- 2000: Traffic
- 2002: Catch Me If You Can
- 2003: A Guy Thing
- 2006: The Alibi
- 2007: The American Standards
- 2007: The Hunting Party
- 2008: Last Chance Harvey
- 2009: The Goods: Live Hard, Sell Hard
- 2014: Elsa & Fred
- 2015: Irmãs